# Слонски морски зъб
Слонските морски зъби (Dentalium elephantinum) са вид лопатоноги от семейство Dentaliidae.
Таксонът е описан за пръв път от Карл Линей през 1758 година.